# Казахстанско-южнокорейские отношения
Казахстанско-южнокорейские отношения — международные отношения между Казахстаном и Южной Кореей. Дипломатические отношения между двумя странами были установлены 28 января 1992 года, вскоре после провозглашения независимости Казахстана. Наличие более 120 000 этнических корейцев, проживающих в Казахстане (известные как коре-сарам) создает дополнительную связь между двумя странами.

## История
Южная Корея и Казахстан официально установили дипломатические отношения в январе 1992 года. Вскоре после этого Южная Корея открыла своё посольство в Алматы, а в 1996 году Казахстан открыл своё посольство в Сеуле.

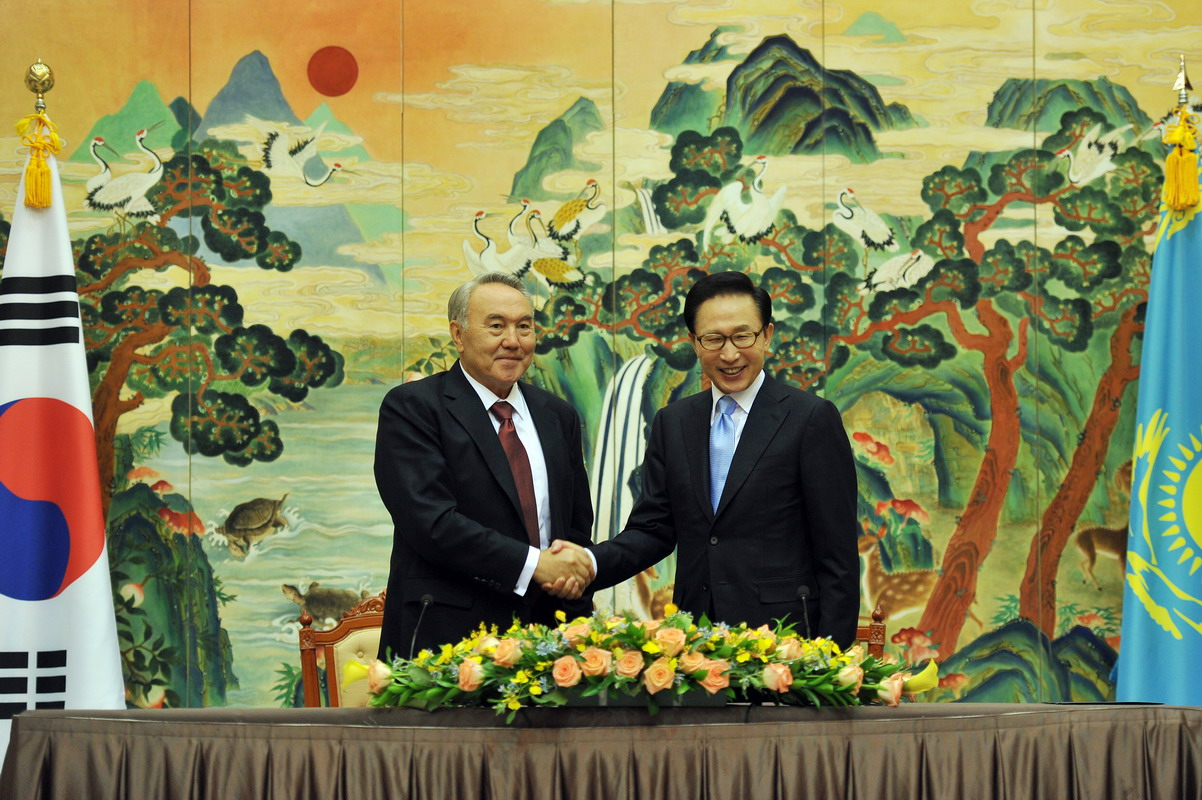
Визит президента Казахстана Назарбаева в Южную Корею, 2010 год

Первый президент Казахстана Нурсултан Назарбаев совершил пять визитов в Южную Корею: в 1995, 2003, 2010, 2012, 2016 годах. Во время государственного визита президента Назарбаева в Республику Корея в мае 1995 года была заложена основа правовой базы двусторонних отношений — была подписана Декларация об основных принципах взаимоотношений и сотрудничества и межправительственные соглашения о культурном и научно-технологическом сотрудничестве. Первый государственный визит президента Казахстана Нурсултана Назарбаева в Южную Корея прошёл 12—14 ноября 2003 года. Во время встречи двух президентов были обсуждены вопросы углубления двустороннего сотрудничества и достигнута договоренность об их выводе на новый уровень стратегического партнёрства. Во время визита Нурсултану Назарбаеву было присвоено звание Почётного гражданина Сеула. Во время ответного визита в сентябре 2004 года ответного визита президента Но Му Хёна в Казахстан эти договорённости подтвердились: были подписаны соглашения, связанные с использованием мирной атомной энергии и сотрудничестве в области связи и информатизации, меморандум о взаимопонимании и сотрудничестве в области энергетики и минеральных ресурсов.

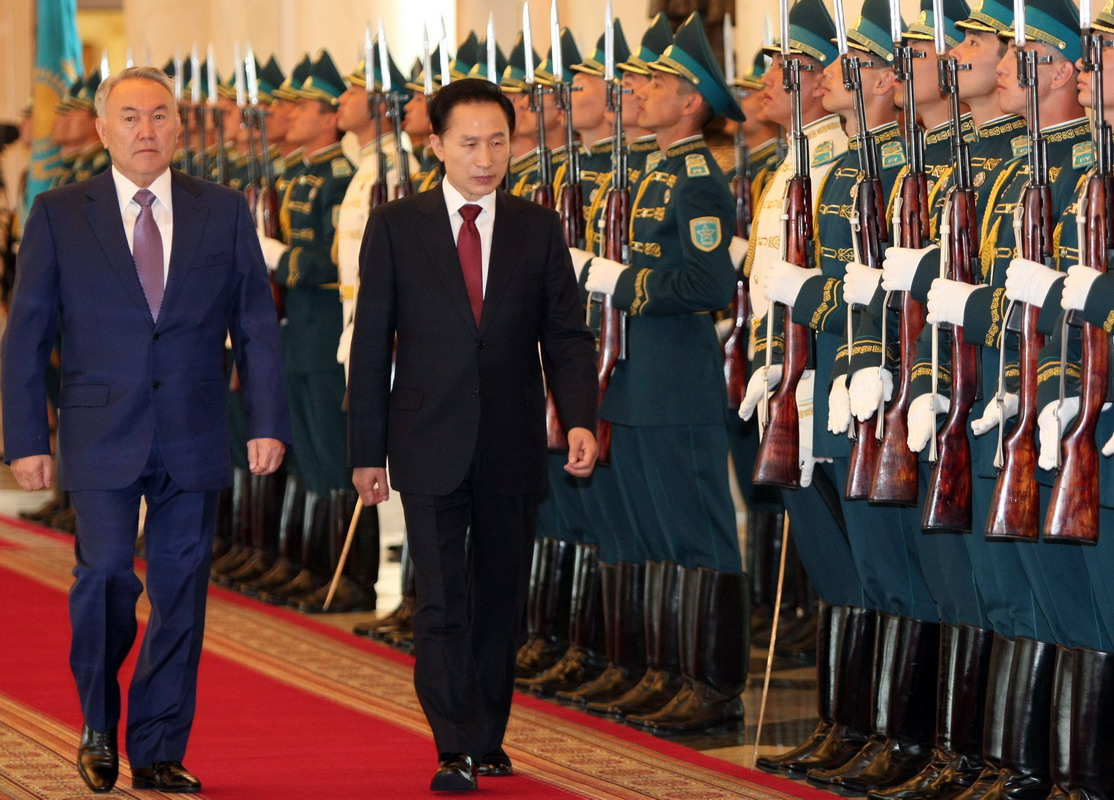
Визит президента Южной Кореи Ли Мён Бака в Казахстан, 2009 год

Следующий президент Южной Кореи Ли Мён Бак посетил Казахстан в 2009 году. 19 июня 2014 года с государственным визитом в Казахстане была президент Пак Кын Хе. 21-23 апреля 2019 в Казахстане с государственным визитом был президент Южной Кореи Мун Чжэ Ин. Во время визита в 2016 году Нурсултан Назарбаев предложил корейским компаниям площадку для реализации проектов в специальных экономических и индустриальных зонах на территории Казахстана.
16-17 августа 2021 года состоялся государственный визит президента Казахстана Касым-Жомарта Токаева в Республику Корея.

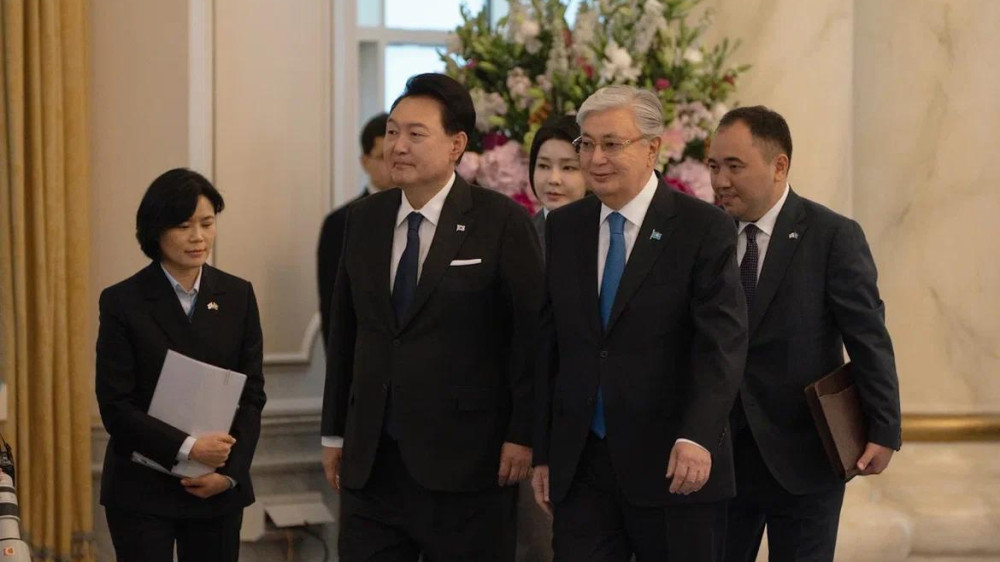
Визит президента Южной Кореи Юн Сок Ёля в Казахстан, 2024 год

11-13 июня 2024 года президент Республики Кореи Юн Сок Ёль посетил Казахстан с государственным визитом, обновив стратегическое партнёрство между двумя странами.

## Экономические отношения
Корейские компании участвуют в нефтяной промышленности Казахстана. Корейский консорциум Каспийского нефтяного проекта, во главе с корейской Национальной нефтяной компанией, который включает в себя SK Group, LG International, Samsung, и Daesung Group, участвует в развитии перспективного морского участка Жамбыл, расположенный в Каспийском море. Согласно соглашению, консорциум станет владельцем 27 % права на пользование недрами, с возможностью приобрести до 50 % прав, в зависимости от того, что найдется после дальнейшего изучения. Месторождения оценивается в 1 млрд баррелей сырой нефти.
В мае 2009 года две страны подписали соглашение для корейских инвестиций в казахстанскую энергетику и технологий на общую сумму свыше 5 млрд долл. Соглашение включает в себя 2,5 млрд $ инвестиций южнокорейских компаний в новые электростанции в Южном Казахстане. Две компании, такие как Корейская электроэнергетическая Корпорация (KEPCO) и Samsung С&Т будут владеть 65 % акции завода, которую планируется завершить к 2014 году.
По состоянию на 2024 год Южная Корея является 5-м крупнейшим инвестором и 4-м крупнейшим торговым партнером Казахстана. Торговый оборот между двумя странами в 2023 году составил $6 млрд, а за последние 18 лет валовой приток прямых иностранных инвестиций из Кореи в Казахстан достиг $9,6 млрд.
Корейский бизнес довольно широко представлен в Казахстане. Всемирно известные корейские компании, такие как Samsung, Hyundai, Kia, Lotte, Doosan, KT, Posco, LG, Shinhan, CU, успешно реализуют свои проекты. Всего в Казахстане работают около 740 компаний с корейским капиталом. Между двумя странами реализовано 55 совместных проектов. В 2024 году в Казахстане открылась сеть южнокорейских магазинов «CU». BGF Retail планирует открыть 500 магазинов  «CU» в Казахстане.

## Культурно-образовательные отношения
В 2005 году была создана Ассоциацию казаховедов в Корее после визита президента Южной Кореи Но Му Хёна в Казахстан. Ассоциация стремится улучшить двусторонние отношения между двумя странами и занимается исследованием Казахстана. С 2006 года в Каннамском университете при содействии Казахского национального университета имени аль-Фараби и Кызылординского государственного университета им. Коркыт-Ата работает отделение казахстановедения.
Корейский театр Казахстана, этнический театр Корё-сарам в Алматы, послужил культурным связующим звеном между Южной Кореей и Казахстаном. Театр посещали видные южнокорейские политики, а в 2023 году он стал площадкой для совместного южнокорейско-казахстанского спектакля в рамках года культурного обмена.

## Военное сотрудничество
В середине 2000-х Республика Корея помогла Казахстану в становлении национальных ВМС. За символическую сумму в 300 долларов США были переданы три списанных артиллерийских катера — «Шапшан», «Батыр» и «Изет» типа «Чамсури» (Sea Dolphin). Кроме того, группа из 30 казахстанцев прошла обучение по эксплуатации катеров в Республике Корея.

## Корё-сарам
В конце 1930-х годах тысячи корейцев были депортированы в Среднюю Азию из Советского Союза, якобы для того, чтобы предотвратить дальнейшего японского шпионажа. Эти люди теперь называют себя корё-сарам. Примерно 100 000 этнических корейцев до сих пор живут на территории Казахстана. Присутствие этнических корейцев в Казахстане способствует укреплению связей между двумя странами.

## Туризм
По итогам 2023 года турпоток из Южной Кореи в Казахстан увеличился на 125%.
Число корейцев, посетивших Казахстан, в 2023 году выросло более чем вдвое. 20-21 марта 2024 года власти гражданской авиации двух стран договорились увеличить количество текущих рейсов между Алматы и Сеулом с 10 до 42 рейсов в неделю. Кроме того, с 15 июня 2024 года «Эйр Астана» будет выполнять два прямых рейса в неделю между Астаной и Сеулом.
Более 60% медицинских туристов корейского из Центральной Азии, приезжающие в Сеул для чекапа и лечения, составляют казахстанцы.

## Послы Казахстана в Корее
1. Болат Нургалиев (2000—2003)
2. Дархан Бердалиев (2003—2006)
3. Дулат Бакишев (2006—2008)
4. Дархан Бердалиев (2008—2012)

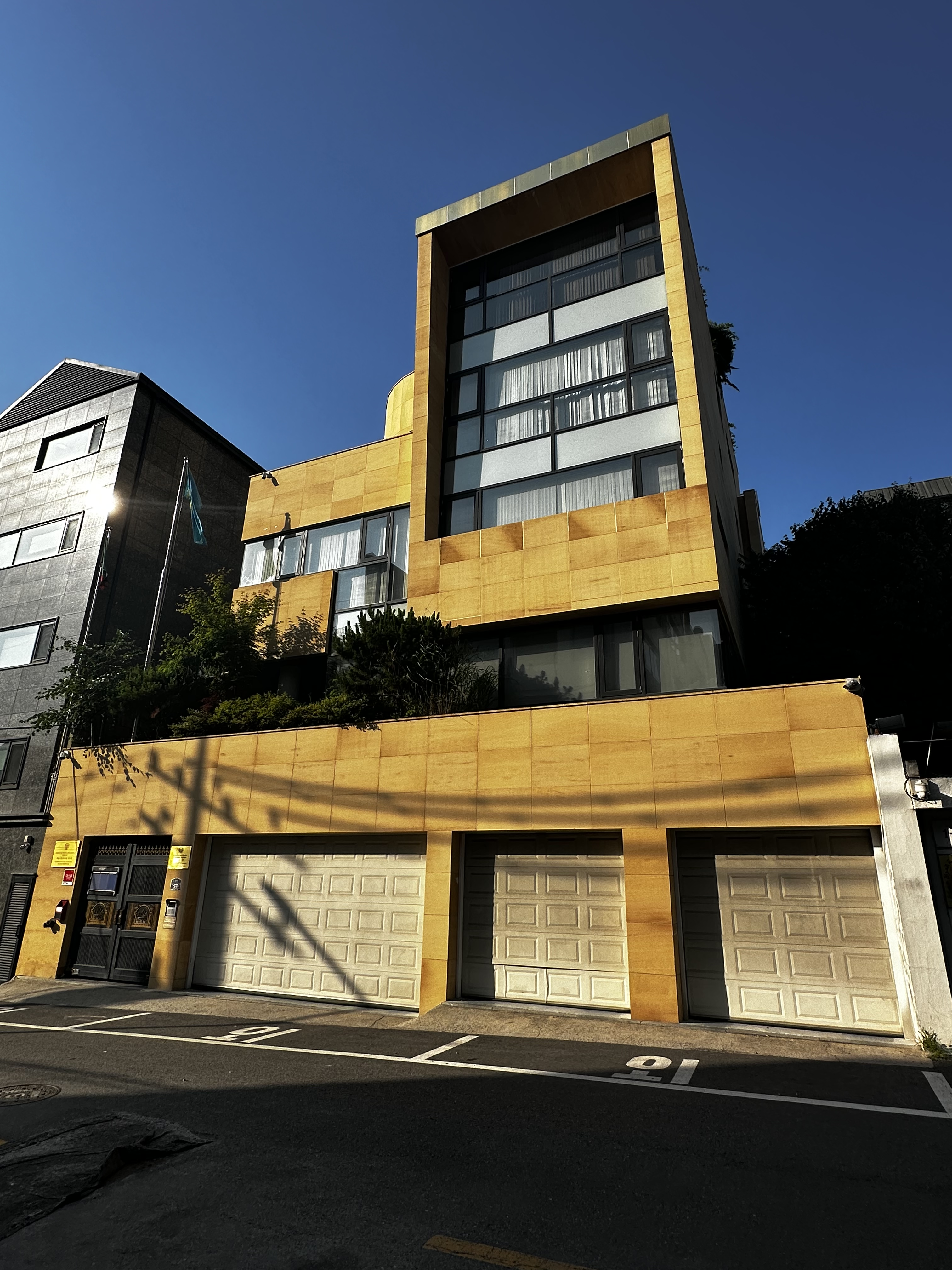
Посольство Казахстана в Сеуле, Южная Корея.

5. Дулат Бакишев (2012—27 апреля 2018)
6. Бакыт Дюсенбаев (27 апреля 2018 — 16 июня 2023)
7. Нургали Арыстанов (16 июня 2023 — н. в.)

## Послы Кореи в Казахстане
- Ким Чанг Гын (кор. 김창근, 1993—1996)
- Ли Ён Мин (кор. 이영민, 1996—1999)
- Чхве Сынг Хо (кор. 최승호, 1999—2002)
- Тэ Сок Вон (кор. 태석원, 2002—2005)
- Ким Иль Су (кор. 김일수, 2005—2009)
- Ли Бёнг Хва (кор. 이병화, 2009—2012)
- Пэк Чжу Хён (кор. 백주현, 2012—2015)
- Чо Ёнг Чхон (кор. 조용천, 2015—2017)
- Ким Дэ Сик (кор. 김대식, 2017—2020)
- Гу Хунг Сок (кор. 구홍석, 2020-2023)[18]
- Чжо Тэ-ик (кор. 조태익, с 2023)[19]